# Orthopagurus minimus
Orthopagurus minimus är en kräftdjursart som först beskrevs av Edward Morell Holmes 1900.  Orthopagurus minimus ingår i släktet Orthopagurus och familjen eremitkräftor. Inga underarter finns listade i Catalogue of Life.